# Cayetana Hernández de la Riva
María Cayetana Hernández de la Riva és una secretària i política espanyola del Partit Popular (PP), regidora de l'Ajuntament de Madrid des de 2019.
Es va formar com a secretària executiva de direcció entre 1993 i 1995 al Centre d'Estudis de Formació Professional San Pablo-CEU. Afiliada el 1993 al Partit Popular (PP) al madrileny districte de Salamanca, va començar a treballar el 1996 com a secretària personal de Pío García-Escudero, per a qui va treballar 23 anys. Hernández, que en 2019 exercia com a directora de gabinet de García-Escudero al Senat, va ser inclosa al número 10 de la llista del PP per a les eleccions municipals de maig de 2019 a Madrid. Elegida regidora de l'Ajuntament de Madrid, va ser nomenada regidora-presidenta del districte d'Arganzuela.